# Giovanna Burlando
Giovanna Burlando (Genova, 20 novembre 1969) è una nuotatrice artistica italiana.

## Carriera
ha fatto parte della squadra italiana di nuoto sincronizzato nei Giochi olimpici di Barcellona 1992, Atlanta 1996 e Sydney 2000. Ha inoltre partecipato a cinque edizioni dei campionati europei di nuoto nel corso degli anni Novanta, conquistando 10 medaglie.

## Palmarès
| Anno | Manifestazione  | Sede       | Evento  | Risultato | Prestazione |
| ---- | --------------- | ---------- | ------- | --------- | ----------- |
| 1991 | Europei         | Atene      | Squadre | Bronzo    | 171.889     |
| 1992 | Giochi olimpici | Barcellona | Duo     | 10ª       | -           |
| 1992 | Giochi olimpici | Barcellona | Solo    | NF        | -           |
| 1993 | Europei         | Sheffield  | Squadre | Bronzo    | 173.304     |
| 1995 | Europei         | Vienna     | Duo     | Bronzo    | 96.040      |
| 1995 | Europei         | Vienna     | Squadre | Bronzo    | 95.480      |
| 1996 | Giochi olimpici | Atlanta    | Squadre | 6ª        | 94.253      |
| 1997 | Europei         | Siviglia   | Solo    | Bronzo    | 95.960      |
| 1997 | Europei         | Siviglia   | Squadre | Bronzo    | 95.240      |
| 1999 | Europei         | Istanbul   | Solo    | Bronzo    | 95.880      |
| 1999 | Europei         | Istanbul   | Duo     | Bronzo    | 96.000      |
| 1999 | Europei         | Istanbul   | Squadre | Bronzo    | 96.240      |
| 2000 | Giochi olimpici | Sydney     | Squadre | 6ª        | 95.177      |
| 2000 | Europei         | Helsinki   | Squadre | Argento   | 97.480      |